# Bassus ninanae
Bassus ninanae är en stekelart som beskrevs av Muesebeck 1927. Bassus ninanae ingår i släktet Bassus och familjen bracksteklar. Inga underarter finns listade.